# Carlos Honorato
Carlos Eduardo Honorato (ur. 9 listopada 1974 w São Paulo) – brazylijski judoka. Srebrny medalista olimpijski z Sydney.
Zawody w 2000 były jego pierwszymi igrzyskami olimpijskimi. Zajął drugie miejsce w wadze średniej, do 90 kilogramów. W finale przegrał z Holendrem Markiem Huizingą. Zdobył brązowy medal mistrzostw świata w 2003. W tym samym roku był trzeci w igrzyskach panamerykańskich. Zdobył sześć złotych medali na mistrzostwach kontynentu. Brał udział w igrzyskach w 2004.